# Paulo Autuori
Paulo Autuori (Río de Janeiro, 25 de agosto de 1956) es un exjugador de futsal y entrenador de fútbol brasileño. Actualmente dirige al Club Sporting Cristal de la Liga 1 del Perú.

## Plano personal
Autuori, estudió Educación Física en la Universidad Castelo Branco, posee estudios de Administración Deportiva y un Curso de Entrenadores de Fútbol.
Su hijo (Caio Mello) desde hace varios años se desempeña como asistente técnico, acompañándolo en algunas oportunidades. En su haber se destaca el título del Campeonato Sudamericano Sub-20 de 2023 mientras asistía a Ramon Menezes.

## Trayectoria
Dirigió en equipos de Portugal como el Nacional, Vitória de Guimarães, Marítimo y el Benfica. En Brasil dirigió a Associação Atlética Portuguesa, Botafogo, Cruzeiro (equipo con el que ganó una Copa Libertadores en 1997), Flamengo, Internacional y Santos; Y de Perú dirigió a Alianza Lima (2001), Sporting Cristal (2002) y la selección del Perú (2003 - 2005), Al Rayyan de Catar en (2008 - 2009) y Grêmio en 2009.
A fines de abril del 2005, luego de renunciar al comando técnico de Perú, fue contratado por el São Paulo FC, en sustitución de Emerson Leão que fue a dirigir al Japón. En ese equipo ganó la Copa Libertadores 2005 (la segunda que obtiene como DT y la tercera del club) e incluso el Campeonato Mundial de Clubes Copa Toyota Japón 2005. 
El 13 de mayo de 2009, fue anunciado como nuevo entrenador de Gremio y comenzó a correr el equipo gaucho el 18 de mayo.
En ese mismo año abandonaría el equipo brasileño y volvería a dirigir un año después de su marcha al Al-Rayyan, dónde entrenaría dos temporadas, desde 2009 hasta 2011 en Catar.
En 2011 se convierte en el entrenador del equipo olímpico de la selección de Catar.
En febrero de 2012 tras el cese del también brasileño Sebastião Lazaroni se convierte en el entrenador de la selección de Catar.
Asumió las riendas del CR Vasco da Gama en marzo del 2013. Sucede en el cargo a Gaúcho, destituido por los malos resultados. Inicialmente el acuerdo con el ex seleccionador de Perú o Catar parecía complejo por la grave situación económica que atraviesa la entidad. Sin embargo la buena relación existente con varios directivos, entre ellos el máximo responsable del Área Técnica, René Simoes, han acabado siendo determinantes para el entendimiento.
A finales del 2018 llega a ser el director técnico de Atlético Nacional de la Categoría Primera A de Colombia, donde tuvo un rendimiento con Nacional del 46% luego de 29 partidos jugados, 10 ganados, 10 empatados, 9 perdidos, 31 goles a favor, 31 tantos en contra y la suma de 40 puntos. Sin embargo, el 24 de mayo de 2019 renunció a la dirigencia del Atlético Nacional después de una discreta campaña con el club.
Después de regresar a su natal Brasil, dónde tuvo un gran suceso con Athletico Paranaense, siendo partícipe de aquel club como mánager deportivo y en ocasiones como director técnico que a la postre ganó la Copa Sudamericana 2021. Volvió a Atlético Nacional a finales del 2022, con el que obtuvo una Superliga de Colombia iniciado el 2023. Sin embargo se anulo su cargo tras haber perdido la final de Liga con Millonarios, uno de los clásicos rivales del equipo verde.
El 14 de noviembre de 2023, tras la destitución de Zé Ricardo, la directiva del Cruzeiro lo anunció como entrenador interino para los seis partidos restantes del Campeonato Brasileño con la misión de salvar al club del descenso.Luego de cumplir con el objetivo, fue reemplazado en su cargo por Nicolás Larcamón.

## Clubes

### Como asistente
| Club       | País   | Año       |
| ---------- | ------ | --------- |
| América RJ | Brasil | 1979–1981 |

### Como director deportivo
| Club                | País   | Año         |
| ------------------- | ------ | ----------- |
| Goiás               | Brasil | 2022        |
| Internacional       | Brasil | 2022        |
| Coritiba            | Brasil | 2023        |
| Cruzeiro            | Brasil | 2023 - 2024 |
| Atlético Paranaense | Brasil | 2024        |
| Coritiba            | Brasil | 2024        |

### Como entrenador
| Club                 | País     | Año           | Partidos |
| -------------------- | -------- | ------------- | -------- |
| Portuguesa           | Brasil   | 1974–1979     | ?        |
| São Bento            | Brasil   | 1982–1984     | ?        |
| Marília              | Brasil   | 1985          | ?        |
| Bonsucesso           | Brasil   | 1985          | ?        |
| Botafogo             | Brasil   | 1986          | ?        |
| Vitória de Guimarães | Portugal | 1986–1987     | ?        |
| Nacional de Madeira  | Portugal | 1987–1989     | 80       |
| Vitória de Guimarães | Portugal | 1989–1991     | 83       |
| Marítimo             | Portugal | 1991–1995     | 127      |
| Botafogo             | Brasil   | 1995          | 31       |
| Benfica              | Portugal | 1996–1997     | 23       |
| Cruzeiro             | Brasil   | 1997          | 64       |
| Flamengo             | Brasil   | 1997–1998     | 45       |
| Botafogo             | Brasil   | 1998          | ?        |
| Internacional        | Brasil   | 1999          | ?        |
| Santos               | Brasil   | 1999          | ?        |
| Cruzeiro             | Brasil   | 1999-2000     | 64       |
| Vitória de Guimarães | Portugal | 2000          | 11       |
| Alianza Lima         | Perú     | 2001          | 23       |
| Botafogo             | Brasil   | 2001          | 27       |
| Sporting Cristal     | Perú     | 2002          | 50       |
| Selección Absoluta   | Perú     | 2003–2005     | 31       |
| São Paulo            | Brasil   | 2005          | 53       |
| Kashima Antlers      | Japón    | 2006          | 46       |
| Cruzeiro             | Brasil   | 2007          | 18       |
| Al-Rayyan            | Catar    | 2007–2009     | 67       |
| Grêmio               | Brasil   | 2009          | 37       |
| Al-Rayyan            | Catar    | 2009–2011     | 61       |
| Selección Olímpica   | Catar    | 2011–2012     | 8        |
| Selección Absoluta   | Catar    | 2012–2013     | 16       |
| Vasco da Gama        | Brasil   | 2013          | 14       |
| São Paulo            | Brasil   | 2013          | 13       |
| Atlético Mineiro     | Brasil   | 2014          | 32       |
| Cerezo Osaka         | Japón    | 2015          | 41       |
| Atlético Paranaense  | Brasil   | 2016-2017     | 81       |
| Ludogorets Razgrad   | Bulgaria | 2018          | 17       |
| Atlético Nacional    | Colombia | 2018-2019     | 30       |
| Botafogo             | Brasil   | 2020          | 22       |
| Atlético Paranaense  | Brasil   | 2020-2021     | 33       |
| Atlético Nacional    | Colombia | 2022-2023     | 39       |
| Cruzeiro             | Brasil   | 2023          | 6        |
| Sporting Cristal     | Perú     | 2025-presente | 19       |
| Consolidado total    |          |               | +1306    |

## Estadísticas como entrenador

### Clubes
| Alianza Lima · Perú          | 1.ª                 | 2001                | 23  | 14  | 7   | 2   | -  | -  | -  | -  | -  | -  | -  | -  | -  | -  | -  | -  | 23  | 14  | 7   | 2   | 52.03% |
| Alianza Lima · Perú          | Total               | Total               | 23  | 14  | 7   | 2   | -  | -  | -  | -  | -  | -  | -  | -  | -  | -  | -  | -  | 23  | 14  | 7   | 2   | 52.03% |
| Botafogo · Brasil            | 1.ª                 | 2001                | 27  | 8   | 5   | 14  | -  | -  | -  | -  | 2  | 1  | 0  | 1  | -  | -  | -  | -  | 29  | 9   | 5   | 15  | 54.72% |
| Sporting Cristal · Perú      | 1.ª                 | 2002                | 44  | 24  | 11  | 9   | -  | -  | -  | -  | 6  | 0  | 0  | 6  | -  | -  | -  | -  | 50  | 24  | 11  | 15  | 52.03% |
| São Paulo · Brasil           | 1.ª                 | 2005                | 42  | 16  | 10  | 16  | -  | -  | -  | -  | 13 | 9  | 2  | 2  | -  | -  | -  | -  | 53  | 25  | 12  | 18  | 54.72% |
| Kashima Antlers Japón        | 1.ª                 | 2006                | 34  | 18  | 4   | 12  | 12 | 6  | 1  | 5  | -  | -  | -  | -  | -  | -  | -  | -  | 46  | 24  | 5   | 17  | 55.79% |
| Kashima Antlers Japón        | Total               | Total               | 34  | 18  | 4   | 12  | 12 | 6  | 1  | 5  | -  | -  | -  | -  | -  | -  | -  | -  | 46  | 24  | 5   | 17  | 55.79% |
| Cruzeiro · Brasil            | 1.ª                 | 2007                | -   | -   | -   | -   | 6  | 1  | 4  | 1  | -  | -  | -  | -  | 12 | 8  | 1  | 3  | 18  | 9   | 5   | 4   | 59.26% |
| Al-Rayyan Catar              | 1.ª                 | 2007-08             | 27  | 12  | 3   | 12  | 6  | 3  | 2  | 1  | 2  | 0  | 0  | 2  | -  | -  | -  | -  | 35  | 15  | 5   | 15  | 47.62% |
| Al-Rayyan Catar              | 1.ª                 | 2008-09             | 27  | 15  | 7   | 5   | 5  | 2  | 2  | 1  | -  | -  | -  | -  | -  | -  | -  | -  | 32  | 17  | 9   | 6   | 62.51% |
| Grêmio · Brasil              | 1.ª                 | 2009                | 32  | 17  | 5   | 10  | -  | -  | -  | -  | 5  | 1  | 3  | 1  | -  | -  | -  | -  | 37  | 18  | 8   | 11  | 55.86% |
| Grêmio · Brasil              | Total               | Total               | 32  | 17  | 5   | 10  | -  | -  | -  | -  | 5  | 1  | 3  | 1  | -  | -  | -  | -  | 37  | 18  | 8   | 11  | 55.86% |
| Al-Rayyan Catar              | 1.ª                 | 2009-10             | 15  | 9   | 2   | 4   | 7  | 6  | 0  | 1  | 7  | 5  | 1  | 1  | -  | -  | -  | -  | 29  | 20  | 3   | 6   | 72.42% |
| Al-Rayyan Catar              | 1.ª                 | 2010-11             | 22  | 12  | 6   | 4   | 4  | 3  | 0  | 1  | 6  | 1  | 1  | 4  | -  | -  | -  | -  | 32  | 16  | 7   | 9   | 57.29% |
| Al-Rayyan Catar              | Total               | Total               | 91  | 48  | 18  | 25  | 22 | 14 | 4  | 4  | 15 | 6  | 2  | 7  | -  | -  | -  | -  | 128 | 68  | 24  | 36  | 59.38% |
| Vasco da Gama · Brasil       | 1.ª                 | 2013                | 6   | 2   | 1   | 3   | -  | -  | -  | -  | -  | -  | -  | -  | 8  | 3  | 1  | 4  | 14  | 5   | 6   | 7   | 50%    |
| Vasco da Gama · Brasil       | Total               | Total               | 6   | 2   | 1   | 3   | -  | -  | -  | -  | -  | -  | -  | -  | 8  | 3  | 1  | 4  | 14  | 5   | 6   | 7   | 50%    |
| São Paulo · Brasil           | 1.ª                 | 2013                | 13  | 2   | 4   | 7   | -  | -  | -  | -  | -  | -  | -  | -  | -  | -  | -  | -  | 13  | 2   | 4   | 7   | 25.64% |
| São Paulo · Brasil           | Total               | Total               | 55  | 18  | 14  | 23  | -  | -  | -  | -  | 13 | 9  | 2  | 2  | -  | -  | -  | -  | 68  | 27  | 16  | 25  | 47.55% |
| Atlético Mineiro · Brasil    | 1.ª                 | 2014                | 1   | 0   | 1   | 0   | 1  | 1  | 0  | 0  | 7  | 3  | 3  | 1  | 23 | 13 | 5  | 5  | 32  | 17  | 9   | 6   | 62.51% |
| Atlético Mineiro · Brasil    | Total               | Total               | 1   | 0   | 1   | 0   | 1  | 1  | 0  | 0  | 7  | 3  | 3  | 1  | 23 | 13 | 5  | 5  | 32  | 17  | 9   | 6   | 62.51% |
| Cerezo Osaka Japón           | 2.ª                 | 2015                | 41  | 17  | 13  | 11  | -  | -  | -  | -  | -  | -  | -  | -  | -  | -  | -  | -  | 41  | 17  | 13  | 11  | 52.03% |
| Cerezo Osaka Japón           | Total               | Total               | 41  | 17  | 13  | 11  | -  | -  | -  | -  | -  | -  | -  | -  | -  | -  | -  | -  | 41  | 17  | 13  | 11  | 52.03% |
| Atlético Paranaense · Brasil | 1.ª                 | 2016                | 38  | 17  | 6   | 15  | 10 | 3  | 4  | 3  | -  | -  | -  | -  | 5  | 4  | 1  | 0  | 53  | 24  | 11  | 18  | 52.2%  |
| Atlético Paranaense · Brasil | 1.ª                 | 2017                | 2   | 0   | 0   | 2   | -  | -  | -  | -  | 10 | 5  | 2  | 3  | 16 | 3  | 9  | 4  | 28  | 8   | 11  | 9   | 41.67% |
| Ludogorets Razgrad Bulgaria  | 1.ª                 | 2018                | 11  | 8   | 2   | 1   | 1  | 1  | 0  | 0  | 4  | 2  | 1  | 1  | 1  | 1  | 0  | 0  | 17  | 12  | 3   | 2   | 76.47% |
| Ludogorets Razgrad Bulgaria  | Total               | Total               | 11  | 8   | 2   | 1   | 1  | 1  | 0  | 0  | 4  | 2  | 1  | 1  | 1  | 1  | 0  | 0  | 17  | 12  | 3   | 2   | 76.47% |
| Atlético Nacional · Colombia | 1.ª                 | 2018                | 2   | 0   | 2   | 0   | -  | -  | -  | -  | -  | -  | -  | -  | -  | -  | -  | -  | 2   | 0   | 2   | 0   | 33.33% |
| Atlético Nacional · Colombia | 1.ª                 | 2019                | 23  | 8   | 8   | 7   | -  | -  | -  | -  | 5  | 2  | 1  | 2  | -  | -  | -  | -  | 28  | 10  | 9   | 9   | 46.42% |
| Botafogo · Brasil            | 1.ª                 | 2020                | 12  | 1   | 8   | 3   | 10 | 4  | 5  | 1  | -  | -  | -  | -  | -  | -  | -  | -  | 22  | 5   | 13  | 4   | 42.43% |
| Botafogo · Brasil            | Total               | Total               | 39  | 9   | 13  | 17  | 10 | 4  | 5  | 1  | 2  | 1  | 0  | 1  | -  | -  | -  | -  | 51  | 14  | 18  | 19  | 42.43% |
| Atlético Paranaense · Brasil | 1.ª                 | 2020                | 28  | 12  | 6   | 10  | 2  | 0  | 0  | 2  | 2  | 0  | 1  | 1  | -  | -  | -  | -  | 32  | 12  | 7   | 13  | 44.79% |
| Atlético Paranaense · Brasil | 1.ª                 | 2021                | -   | -   | -   | -   | -  | -  | -  | -  | -  | -  | -  | -  | 1  | 0  | 0  | 1  | 1   | 0   | 0   | 1   | 0%     |
| Atlético Paranaense · Brasil | Total               | Total               | 68  | 29  | 12  | 27  | 12 | 3  | 4  | 5  | 12 | 5  | 3  | 4  | 22 | 7  | 10 | 5  | 114 | 44  | 29  | 41  | 47.08% |
| Atlético Nacional · Colombia | 1.ª                 | 2022                | 3   | 1   | 2   | 0   | -  | -  | -  | -  | -  | -  | -  | -  | -  | -  | -  | -  | 3   | 1   | 2   | 0   | 55.55% |
| Atlético Nacional · Colombia | 1.ª                 | 2023                | 28  | 12  | 13  | 3   | -  | -  | -  | -  | 6  | 3  | 1  | 2  | 2  | 2  | 0  | 0  | 36  | 17  | 14  | 5   | 60.18% |
| Atlético Nacional · Colombia | Total               | Total               | 56  | 21  | 25  | 10  | 0  | 0  | 0  | 0  | 11 | 5  | 2  | 4  | 2  | 2  | 0  | 0  | 69  | 28  | 27  | 14  | 53.62% |
| Cruzeiro · Brasil            | 1.ª                 | 2023                | 6   | 2   | 4   | 0   | -  | -  | -  | -  | -  | -  | -  | -  | -  | -  | -  | -  | 6   | 2   | 4   | 0   | 55.55% |
| Cruzeiro · Brasil            | Total               | Total               | 6   | 2   | 4   | 0   | 6  | 1  | 4  | 1  | -  | -  | -  | -  | 12 | 8  | 1  | 3  | 24  | 11  | 9   | 4   | 58.33% |
| Sporting Cristal · Perú      | 1.ª                 | 2025                | 15  | 11  | 2   | 2   | -  | -  | -  | -  | 4  | 1  | 1  | 2  | -  | -  | -  | -  | 19  | 12  | 3   | 4   | 68.42% |
| Sporting Cristal · Perú      | Total               | Total               | 59  | 35  | 13  | 11  | -  | -  | -  | -  | 10 | 1  | 1  | 8  | -  | -  | -  | -  | 69  | 36  | 14  | 19  | 58.93% |
| Total en su carrera          | Total en su carrera | Total en su carrera | 522 | 230 | 127 | 138 | 64 | 30 | 18 | 16 | 76 | 32 | 17 | 27 | 69 | 34 | 17 | 18 | 731 | 326 | 179 | 199 | 52.76% |
| 1. 2. 3.                     |                     |                     |     |     |     |     |    |    |    |    |    |    |    |    |    |    |    |    |     |     |     |     |        |

### En selecciones
| Perú absoluta        | 6 de enero de 2003    | 25 de abril de 2005   | 31 | 9  | 10 | 12 | 39.78% |
| Catar Olímpica       | 19 de agosto de 2011  | 19 de febrero de 2012 | 8  | 3  | 4  | 1  | 54.17% |
| Catar absoluta       | 19 de febrero de 2012 | 15 de enero de 2013   | 16 | 4  | 5  | 7  | 37.09% |
| Total en Selecciones | Total en Selecciones  | Total en Selecciones  | 55 | 16 | 19 | 20 | 40.61% |

## Palmarés

### Títulos estatales
| Título                | Club                | Sede         | Año  |
| --------------------- | ------------------- | ------------ | ---- |
| Campeonato Mineiro    | Cruzeiro            | Minas Gerais | 1997 |
| Campeonato Paranaense | Atlético Paranaense | Paraná       | 2016 |

### Títulos nacionales
| Título                          | Club               | País     | Año  |
| ------------------------------- | ------------------ | -------- | ---- |
| Campeonato Brasileño de Serie A | Botafogo           | Brasil   | 1995 |
| Primera División                | Sporting Cristal   | Perú     | 2002 |
| Copa del Emir de Catar          | Al-Rayyan          | Catar    | 2010 |
| Copa del Emir de Catar          | Al-Rayyan          | Catar    | 2011 |
| Supercopa de Bulgaria           | Ludogorets Razgrad | Bulgaria | 2018 |
| Superliga de Colombia           | Atlético Nacional  | Colombia | 2023 |

### Títulos internacionales
| Título                       | Club      | Sede           | Año  |
| ---------------------------- | --------- | -------------- | ---- |
| Copa Libertadores            | Cruzeiro  | Belo Horizonte | 1997 |
| Copa Libertadores            | São Paulo | São Paulo      | 2005 |
| Mundial de Clubes de la FIFA | São Paulo | Yokohama       | 2005 |